# Майков, Аполлон Николаевич
Аполло́н Никола́евич Ма́йков (23 мая [4 июня] 1821, Москва, Российская империя — 8 [20] марта 1897, Санкт-Петербург, Российская империя) — русский поэт, член-корреспондент Императорской Санкт-Петербургской академии наук (1853), тайный советник (с 1888).

## Биография

Герб рода Майковых

Аполлон Николаевич Майков родился 23 мая (4 июня) 1821 года в дворянской семье Николая Аполлоновича Майкова (1794—1873) и Евгении Петровны Майковой (урождённой Гусятниковой, 1803—1880). Отец, Николай Аполлонович, — участник Бородинского сражения и дальнейших кампаний наполеоновских войн, академик живописи. Аполлон был старшим сыном в семье, другие дети — Валериан, Владимир, Николай и Леонид.
Раннее детство провёл в Москве и имении отца в Никольском, неподалёку от Троице-Сергиевой Лавры, а также в имении бабушки в Подмосковье — в селе Чепчиха Клинского уезда (вблизи нынешнего Солнечногорска). Товарищами юного Аполлона по играм были крестьянские дети, в это же время он стал любителем рыбалки, о чём упоминал в поэме «Рыбная ловля» (1856).
Раннее образование получил дома, учился по-русски и по-французски у матери, два года воспитывался гувернёрами. В 1833 году воспитывался в Санкт-Петербурге у дяди в пансионе, готовящем военных, но в 1834 году в Санкт-Петербург переехала вся семья Майковых, что позволило Аполлону продолжить домашнее образование. Среди его учителей в этот период были В. А. Солоницын, соредактор О. И. Сенковского по изданию журнала «Библиотека для чтения», и И. А. Гончаров, в то время — кандидат Императорского Московского университета. Гончаров преподавал Майкову русскую словесность и, по словам И. И. Панаева, «без всякого сомнения способствовал развитию эстетического вкуса в своём ученике». Благодаря богатой библиотеке отца Аполлон Майков имел возможность читать латинских авторов в подлиннике, а греческих во французских переводах (изучив древнегреческий язык позже, в 1850-е годы). Под руководством вначале дяди, а затем В. А. Солоницына он прошёл семилетний гимназический курс за три года и в 1837 году поступил на юридический факультет Петербургского университета, который окончил в 1841 году первым на потоке кандидатом прав, тема диссертации — «О первоначальном характере законов, по источникам славянского права». Влияние на кандидатскую диссертацию Майкова оказали «Славянские древности» Шафарика. В том же году поступил на службу в Департамент государственного казначейства.
За первую книгу, вышедшую в 1842 году, получил от императора Николая I премию в размере 1000 рублей и разрешение на длительный отпуск за границей. Летом того же года уехал в Европу с отцом. Через Францию он направился в Италию, а в апреле 1843 года вернулся в Париж, где вместе с младшим братом Валерианом слушал лекции в Сорбонне и Коллеж де Франс и работал в Национальной библиотеке Франции. В начале 1844 года через Дрезден прибыл в Прагу, где за два месяца освоил чешский язык ради общения с Шафариком и В. Ганкой. Эти контакты способствовали развитию у Майкова интереса к славянской культуре и истории. В 1844 году вернулся в Санкт-Петербург, где стал помощником библиотекаря в Румянцевском музее.
В Санкт-Петербурге завёл знакомства с многочисленными деятелями культуры, в том числе с Достоевским, дружба с которым продолжалась до конца жизни. Тесные связи завязались с Афанасием Фетом и Яковом Полонским, «тройственный союз» с которыми продлился почти до конца XIX века. Позже ещё одним другом Майкова стал композитор и музыкальный критик А. Н. Серов. Майков был гостем на встречах кружков Белинского и петрашевцев, литературные вечера у профессоров П. А. Плетнёва и А. В. Никитенко. По делу петрашевцев был ненадолго арестован, после чего состоял под тайным надзором до 1855 года, но в остальном ни на литературную, ни на государственную карьеру Майкова это влияния не оказало.
В 1852 году женился на Анне Ивановне Штеммер. В этом браке родились четверо детей, из которых одна, дочь Вера, умерла в 11 лет; ей отец посвятил поэтический цикл «Дочери». В октябре 1852 года Майков начал службу в Петербургском комитете иностранной цензуры исполняющим обязанности младшего цензора. Работал с книгами на английском, французском, немецком и итальянском языках. На следующий год избран членом-корреспондентом Императорской академии наук и почётным членом Киевского университета. В ноябре 1857 года стал делопроизводителем Временного комитета по пересмотру цензурного устава.
В августе 1858 года был приглашён принять участие в экспедиции в Грецию на борту корвета «Баян». Перед плаванием изучил новогреческий язык, но в итоге вместо Греции «Баян» совершил плавание в Испанию и Италию, визиты в которые нашли отражение в творчестве Майкова — соответственно «Исповедь королевы» (1861) и «Неаполитанский альбом (Мисс Мэри)» (1958). Не попав в Грецию, в 1858—1862 годах поэт тем не менее создал большой цикл переводов и стилизаций «Новогреческие песни».
В 1867 году был произведён в действительные статские советники. В 1877 году был повышен до старшего цензора Санкт-Петербургского комитета цензуры иностранной и заведовал одним из трёх отделений — бандерольным и польским с прочими славянскими наречиями. В дальнейшем являлся исправляющим должность председателя Центрального комитета иностранной цензуры, был утверждён в этой должности в 1897 году. С 1874 года и до конца жизни являлся членом особого отдела Учёного комитета Министерства народного просвещения по рассмотрению книг, издаваемых для народного чтения. В апреле 1888 года, одновременно с празднованием 50-летия с начала литературной карьеры, император Александр III присвоил Майкову чин тайного советника.

Могила А. Н. Майкова на Новодевичьем кладбище в Санкт-Петербурге

Состоял членом совета Русского литературного общества. Являлся почётным членом Постоянной комиссии по устройству народных чтений в Санкт-Петербурге и его окрестностях и членом-сотрудником издательского общества при этой комиссии.
В повседневной жизни Майков был человеком добрым и отзывчивым, материально поддерживал молодых авторов, оказал помощь молодому Мережковскому в продвижении его романа «Юлиан Отступник». Много времени и собственных средств тратил на строительство новой церкви, школы, богадельни в районе станции Сиверской, где проживал в летние месяцы.
27 февраля 1897 года Майков, выйдя на улицу, простудился, получил воспаление лёгких и через несколько дней умер. Похоронен на кладбище Воскресенского Новодевичьего монастыря (Средняя часть, между дорожками 4 и 5, уч. 49).

## Творчество
В детстве Аполлон Майков мечтал пойти по стопам отца и стать живописцем, однако слабое с детства зрения ещё сильнее испортили занятия в университете, и от этой карьеры ему пришлось отказаться, взамен сосредоточившись на занятиях поэзией, которые он совмещал с государственной службой. Сам Майков вспоминал, что его литературные вкусы первоначально складывались под влиянием творчества Ломоносова и Державина, а важнейшую роль в его формировании как поэта сыграла лирика К. Н. Батюшкова. В ранних произведениях поэта заметно также влияние таких авторов-романтиков как Баратынский и В. Г. Бенедиктов.
Первые произведения появились в рукописном альманахе «Подснежник», который выпускали в семейном салоне Майковых; в частности, 1-ю тетрадь альманаха в 1835 году открывала статья Аполлона Майкова «Охота за повестями и анекдотами», влияние на которую оказал «Невский проспект» Гоголя. В 12 тетрадях альманаха, вышедших к 1838 году, размещены 32 произведения Аполлона, вначале в основном прозаических, а позже стихотворных. В 1839 году участники салона Майковых подготовили рукописный «альбом» «Лунные ночи», в который вошли 18 стихотворений Аполлона Майкова, в том числе 2 в рамках стихотворной переписки с Солоницыным и Бенедиктовым).
Согласно Ф. Витбергу, в феврале 1835 года произведение Майкова также впервые появилось в печати. Им стало стихотворение «Орёл», опубликованное в «Библиотеке для чтения». Это стихотворение написано в манере, подражающей творчеству Державина и Тютчева. Цензор А. В. Никитенко, подписавший в печать номер «Библиотеки для чтения» со стихотворением Майкова, позже был его профессором в университете и вместе с П. А. Плетнёвым поощрял его занятия поэзией. Сам Майков годом начала серьёзных занятий литературой считал 1838-й: весной этого года его произведения читали с университетской кафедры Никитенко и профессор С. П. Шевырёв.
В «Одесском альманахе на 1840» были опубликованы стихотворения Майкова «Сон» («Когда ложится тень прозрачными клубами») и «Картина вечера». В феврале 1840 года высокую оценку «Сну» дал В. Г. Белинский, в письме В. П. Боткину назвавший это стихотворение достойным Пушкина. В 1841 году («Отечественные записки» № 8) он опубликовал первый публичный отзыв на произведение Майкова — тот же «Сон», назвав его автора даровитым поэтом, а в обзоре «Русская литература в 1841 году» предсказал тому большой успех.
Первая книга «Стихотворения Аполлона Майкова» вышла в 1842 году в Санкт-Петербурге. В этой книге отразился характерный интерес автора к античному миру и развивались традиции антологической (написанной в стиле античной лирики) поэзии Батюшкова и Гнедича. Эту книгу Белинский встретил развёрнутой рецензией. По мнению критика, антологические произведения Майкова не уступали поэзии лучших русских авторов в этом жанре и «едва ли не превосходили» аналогичное творчество Пушкина, но в других жанрах автор не достигал такого же уровня. В частности, Белинский писал о вошедшей в сборник поэме «Олинф и Эсфирь», где затрагивалась в будущем центральная для творчества Майкова тема борьбы раннего христианства с язычеством: «всё неглубоко, бледно, слабо, поверхностно и растянуто». П. А. Плетнёв в частном письме отозвался об антологической лирике Майкова так: «Кажется, я читал идеи Дельвига, переданные стихами Пушкина». Напротив, анонимный рецензент журнала «Сын отечества» положительно оценил те стихотворения Майкова, для которых автор «черпал предметы из своей души, из своих верований и убеждений», а его антологическую поэзию посчитал более слабой.
В 1845 году Майков опубликовал в журнале «Финский вестник», соредактором которого был его брат Валериан, драматическую сцену «Дух века», в которой современный дьявол искушает женской красотой. Отдельным изданием в 1845 году в Санкт-Петербурге вышла начатая в Париже «быль» «Две судьбы», сочетавшая мотивы пушкинских «Цыган» со стилем «физиологического» очерка. На следующий год в «Петербургском сборнике» издана ещё одна поэма Майкова «Машенька», героиня которой — соблазнённая и брошенная дочь мелкого столичного чиновника. «Две судьбы» получили высокую оценку у Герцена, Чернышевского и Белинского, сделавшего вывод, что талант Майкова больше не ограничивается антологической поэзией, «развивается и идёт вперёд». Положительно Белинский оценил и «Машеньку». В то же время критически отозвались об обеих поэмах А. В. Дружинин и А. А. Григорьев, посчитавший их «неудачными попытками выйти из лиризма» в область дидактической поэзии.
Второй сборник Майкова, «Очерки Рима», изданный в 1847 году, был попыткой показать природу и быт современной Италии на фоне древнего мира. В произведениях, входивших в сборник, идеализация Античности сочеталась с выражением симпатий к гарибальдийскому движению. Возврат к антологизму в «Очерках Рима» разочаровал Белинского, который не уделил внимания современному компоненту произведений. А. А. Григорьев, напротив, назвал прекрасным вошедшее в сборник стихотворение «Скажи мне, ты любил на родине своей?».
Взгляды Майкова начиная с 1850-х годов эволюционировали от либеральных к консервативным. Он также всё больше отходил от традиций «натуральной школы» в пользу абстрактных идей искусства для искусства. Со второй половины 1850-х годов он считался одним из ведущих представителей «чистого искусства». Среди повлиявших на это факторов была Крымская война, способствовавшая подъёму в обществе патриотических и монархических настроений. По словам Дружинина, в сознании Майкова «дидактика социальная» 1840-х годов столкнулась с «дидактикой патриотической» следующего десятилетия, что в итоге отвратило его от обеих.
Весна! выставляется первая рама —

И в комнату шум ворвался,

И благовест ближнего храма,

И говор народа, и стук колеса…

Мне в душу повеяло жизнью и волей:

Вон — даль голубая видна...

И хочется в поле, в широкое поле,

Где, шествуя, сыплет цветами весна!
В середине 1850-х годов из-под пера Майкова вышел ряд ставших хрестоматийными стихотворений о русской природе («Весна! Выставляется первая рама», «Летний дождь», «Сенокос», «Ласточки», «Нива»). В отличие от итальянских пейзажных зарисовок с их декоративностью, стихи Майкова, посвящённые русской природе, более тонки, напевны, задушевны. Поэт также уделял всё больше внимания теме противостоянию христианства и язычества. Резко отрицательно показан языческий Рим времён Нерона в драматической поэме «Три смерти», оконченной в 1851 году. Также в 1851 году создано стихотворение «Савонарола», где Майков противопоставляет два подхода к христианству — иступлённый аскетизм и проповедь любви и радости, — прославляя второй. Официально оба произведения были изданы только в 1857 году, но в списках ходили намного раньше и удостоились высоких оценок, в частности, от Плетнёва и Дружинина. «Три смерти» оценивали позже как вершину творчества Майкова И. Ф. Анненский и Д. С. Мережковский.
Небольшой сборник патриотической поэзии «1854-й год» получил в середине десятилетия одобрительный отзыв от Н. А. Некрасова, назвавшего автора «поэтом, равного которому в настоящее время едва ли имеет Россия». Однако в это же время разрыв Майкова с прежними единомышленникам усугубился, что подчеркнуло написанное им в 1854 году стихотворение «Коляска», превозносившее императора Николая I. В стихотворении «Арлекин» поэт осудил демократические принципы свободы, равенства и братства, в поэме «Княжна***» — «гибельное влияние нигилизма». Почитаемые поэтом традиции русской старины он противопоставлял нарождающемуся буржуазному обществу. После Крымской войны произошло сближение с руководством журнала «Москвитянин» и лидерами славянофильско-государственнического направления в искусстве (М. П. Погодин, М. Н. Катков), а в начале 1860-х годов с почвенниками К. И. Костомаровым и П. И. Мельниковым-Печерским. В итоге в прогрессивных кругах Майкова начали воспринимать как ренегата, дали прозвище «Аполлон Коляскин», в печати стали появляться высмеивавшие его публикации (в том числе авторства Н. А. Добролюбова и Д. Д. Минаева).
В 1858 году вышло второе, двухтомное, издание «Стихотворений Аполлона Майкова». В рецензии Дружинина на это издание поэзия Майкова противопоставлялась «мутному потоку» в русской литературе, связываемому с именами Салтыкова-Щедрина и его единомышленников. Критик назвал автора служителем «чистого искусства, не чуждого ничему мирскому, но… не подчинённого никаким временным, преходящим целям» и поставил его выше Некрасова, Тютчева и Фета. По словам Дружинина, Майков, «говоря метафорически имеет на своей лире две или три лишних струны против других поэтов наших». В отличие от этого издания, «Новые стихотворения А. Н. Майкова», выпущенные в 1864 году, прошли мимо внимания критики.
Начиная с 1860-х годов преимущественно публиковался в одной и той же группе изданий, в которую входили «Русский вестник», «Время», «Эпоха», «Заря», «Гражданин», «Всемирная иллюстрация» и «Нива». Являлся сотрудником издававшихся в Санкт-Петербурге ежемесячного журнала «Новое слово» и еженедельной «Театральной газеты».

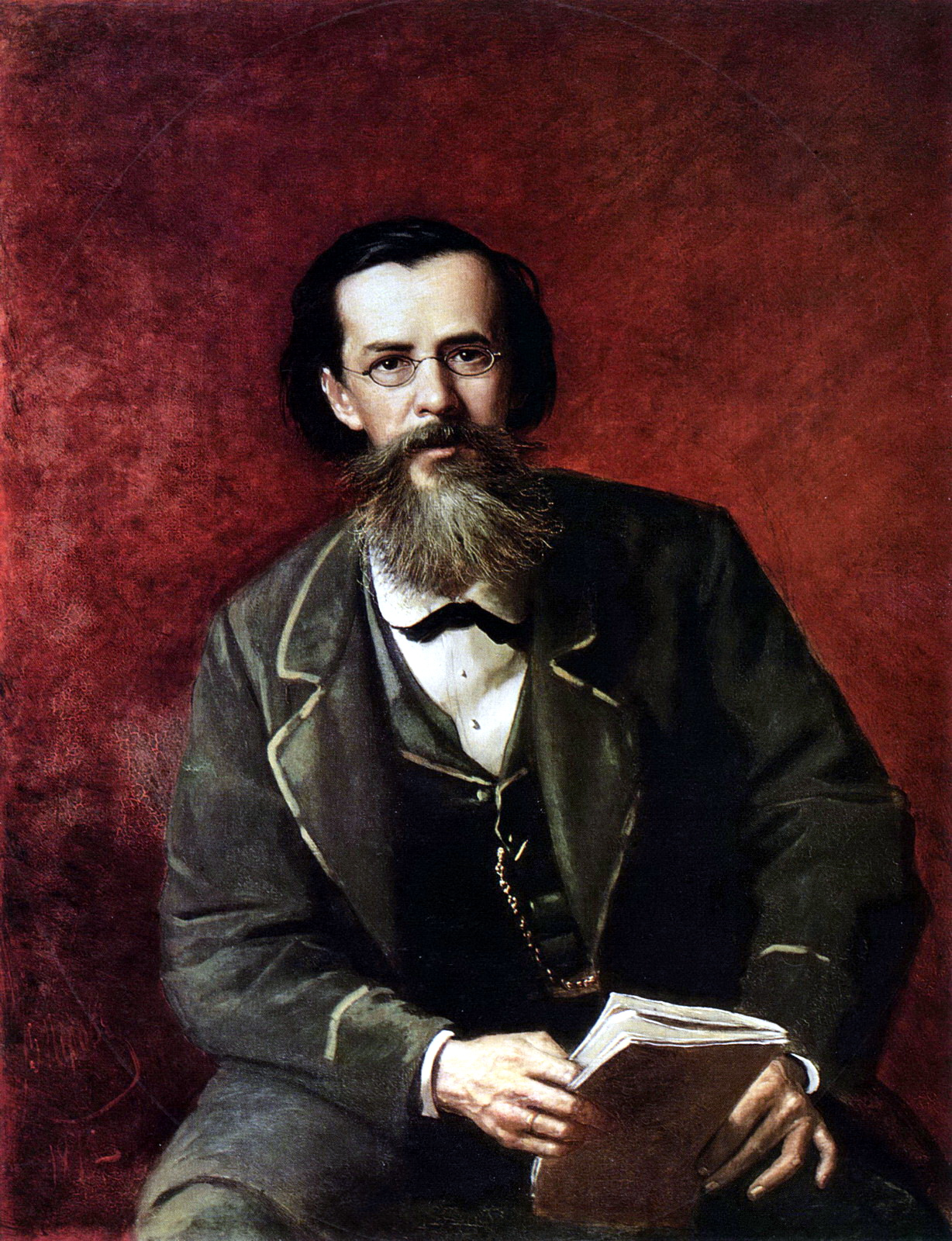
В. Перов. Портрет А. Н. Майкова, 1872

Развивая тему языческого Рима, бывшую центральной для «Трёх смертей», в 1863 году Майков опубликовал поэму «Смерть Люция», герой которой, эпикуреец Люций, умирающий по прихоти Нерона, узнаёт перед смертью, что в римских катакомбах уже живут приверженцы нового христианского учения, в основе которой лежит любовь к ближнему. В 1964 году была создана драматическая поэма «Странник» о сектантах-бегунах, в основу которой легли сюжет повести Мельникова-Печерского «Гриша» и ряд изученных Майковым исторических исследований. Впоследствии Мережковский выразил восхищение «удивительно красивым архаическим стихом» поэмы. С 1866 по 1870 год Майков работал над поэтическим переложением «Слова о полку Игореве». Эта работа в целом получила высокие оценки, хотя некоторые критики посчитали, что по сравнению с оригиналом переложению не хватает лиризма. При работе над «Словом» Майков занимался сопоставлением мифологий разных народов и был глубоко впечатлён исландским эпосом. Это привело к созданию в 1871 году драматической поэмы «Бальдур», а спустя 17 лет на тот же сюжет была написана поэма «Брингильда».
В 1874 году написал балладу «Емшан», центральной темой которой стала духовная связь человека с родиной. Исторический антураж этого сочинения позволил автору включить «Емшана» наряду с другими произведениями в цикл «Отзывы истории», который он сам выделял в собраниях сочинений. В 1882 году вышла полным текстом лирическая драма «Два мира», которую в предисловии Майков назвал главным трудом своей жизни. Это произведение выросло из более ранних — «Олинфа и Эсфири», «Трёх смертей» и «Смерти Люция» — и, как и они, давало картину языческого и христианского миров в эпоху Нерона. Оно принесло Майкову высокие оценки современных ему критиков и Пушкинскую премию Академии наук, первым лауреатом которой он стал.
К концу 1880-х годов Майков воспринимался критикой не только как представитель «чистой» лирики, но и как ведущий выразитель монархических, консервативных, «государственнических» идей, реальный противовес революционно-демократическим силам в литературе. Крайним проявлением монархизма и поддержки сильной центральной власти стало появившееся в 1888 году в «Русском вестнике» стихотворение «У гроба Грозного», в котором от имени царя автор оправдывает совершавшиеся тем жестокости интересами государства, народа и православия и называет его прямым предшественником Петра I и Екатерины II. Несмотря на реакционные позиции, Майков оставался человеком с широким европейским образованием, не отвергавшим лучшие образцы культур любых народов. Он переводил Библию, Фирдоуси, Хафиза, античных поэтов, Бертрана де Борна, индийский эпос «Рамаяна», сербский эпос и профессиональную поэзию, Мицкевича, Гёте, Лонгфелло. Несмотря на отношение к поэзии Гейне как к «опасной», Майков перевёл и ряд его произведений.
В последние годы жизни Майкова его творческая активность спала, эпикурейские мотивы уступили место религиозному мистицизму и философским рассуждениям. Он также продолжал обличение капиталистического общества, которому в циклах «Из Аполлодора Гностика» и «Вечные вопросы» противопоставлял собственное представление о христианском духе. К концу жизни, в 1893 году, вышло уже шестое собрание сочинений Майкова. Содержание всех шести изданий было отобрано самим автором. Помимо поэтических, он создавал и собственные прозаические произведения, которые Литературная энциклопедия 1930-х годов характеризует как «незначительные».
Подводя итоги творческой карьеры Майкова в 1896 году, В. С. Соловьёв назвал её важным элементом антологическую поэзию; по его мнению, благодаря ей Майков вошёл в число «главных поэтов послепушкинского периода». В более поздней лирике Майкова часто встречаются образы русской деревни, природы, русской истории; также отражена его любовь к античному миру, который он изучал большую часть своей жизни. Многие стихотворения Майкова были положены на музыку Н. А. Римским-Корсаковым, П. И. Чайковским и другими композиторами.

## Избранные издания и произведения

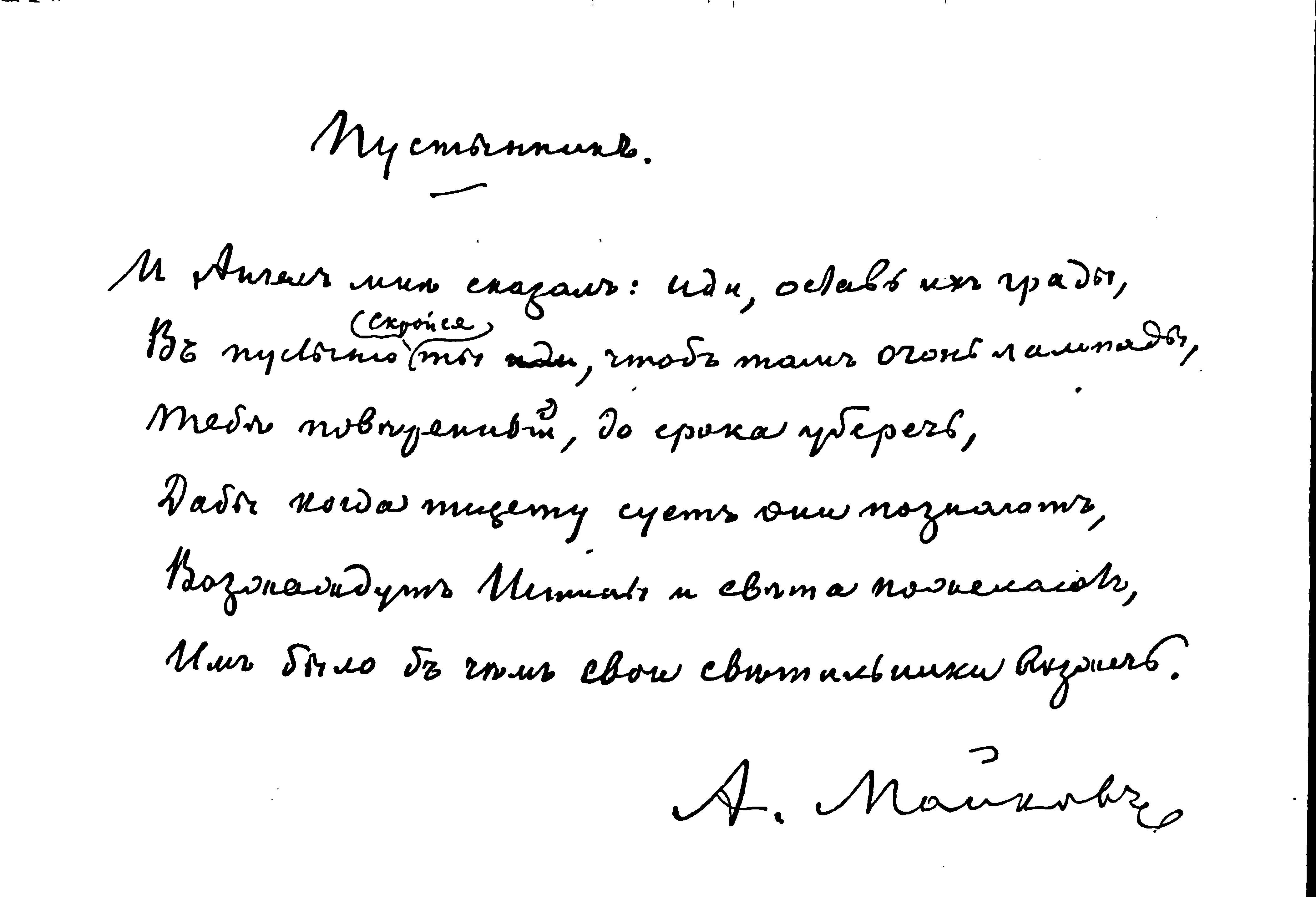
Автограф стихотворения «Пустынник»

- «Стихотворения Аполлона Майкова» (1842)
- Поэма «Две судьбы» (1845)
- Поэма «Машенька» (1846)
- Поэма «Савонарола» (1851)
- Поэма «Клермонтский собор» (1853)
- Цикл стихов «В антологическом роде»
- Цикл стихов «Века и народы» (1854—1888)
- Цикл стихов «Вечные вопросы»
- Цикл стихов «Неаполитанский альбом»
- Цикл стихов «Новогреческие песни» (1858—1872)
- Цикл стихов «Отзывы истории»
- Цикл стихов «Очерки Рима»
- Драма «Два мира» (1872)
- Драма «Три смерти» (1851)
- Драма «Смерть Люция» (1863)
- Полное собрание сочинений (1893)
- Сочинения в 2 томах (1984)

## Семья
Жена: Анна Ивановна, урождённая Штеммер (1830—1911), дети:
- Николай (1853—?)[Комм 1]
- Вера (1855—1866)
- Владимир (1861[32]—?)
- Аполлон (1866 — ок. 1917)

## Адреса в столицах

### Санкт-Петербург
1849 год — дом И. В. Аничкова — Садовая улица, дом 48.

### Москва
Большая Спасская улица, дом 19а, строение 1.

## Комментарии
1. ↑  С. Ю. Витте в своих «Воспоминаниях» указывал, что Николай Аполлонович Майков был назначен, вследствие приятельских отношений его отца с И. А. Вышнеградским, директором ремесленного училища цесаревича Николая, но «вёл это училище скверно, и я был вынужден (когда я сделался министром финансов и председателем общества, в ведении которого находилось это училище) этого Майкова уволить» / Витте Сергей Юльевич. Воспоминания. Том. 1. — М.: Директ-Медиа, 2014. — 425 с. — С. 302. — ISBN 978-5-4475-0458-8